# Django Django (album)
 (mars 2024).
Si vous disposez d'ouvrages ou d'articles de référence ou si vous connaissez des sites web de qualité traitant du thème abordé ici, merci de compléter l'article en donnant les références utiles à sa vérifiabilité et en les liant à la section « Notes et références ».
Singles
Django Django est le premier album studio du groupe anglais Django Django, sorti en 2012 chez Because Music.

## Pistes
| No  | Titre            | Durée |
| --- | ---------------- | ----- |
| 1.  | Introduction     | 2:12  |
| 2.  | Hail Bop         | 4:03  |
| 3.  | Default          | 3:05  |
| 4.  | Firewater        | 4:49  |
| 5.  | Waveforms        | 4:26  |
| 6.  | Zumm Zumm        | 5:19  |
| 7.  | Hand of Man      | 2:36  |
| 8.  | Love's Dart      | 3:49  |
| 9.  | WOR              | 4:31  |
| 10. | Storm            | 3:14  |
| 11. | Life's a Beach   | 3:05  |
| 12. | Skies Over Cairo | 3:32  |
| 13. | Silver Rays      | 3:50  |